# II. Gaston János candale-i gróf
II. Gaston János (1448 körül – 1500, március 25. után), születési neve: János, uralkodói neve: II. Gaston, franciául: Jean dit Gaston II de Foix, okcitánul: Gaston II (Joan) de Fois-Candale, comte de Benaujas e de Candale, latinul: Vedastus II Ioannes de Fuxio, comes Candaliae, Candale és Benauges grófja, Castillon algrófja, Doazit bárója, Buch ura (captal), Grailly ura. Candale-i Anna magyar, horvát és cseh királyné apja.

## Élete
I. Jánosnak (1410 után–1485), Kendal és Benauges grófjának, valamint De la Pole Margitnak (1426–1485), Kendal grófnéjának a fia.
A Foix grófságot birtokló Grailly családból származó I. János VI. Henrik angol királynak (1421–1471) mint francia királynak a szolgálatába szegődött, és lett angol alattvalóvá, kapott angol feleséget és angol nemességet, és az angol főnemesség tagjai sorába emelkedett. Az anglo-normann eredetű  családból származó de la Pole Margit, De la Pole János (–1429) és bizonyos Szicíliai Mária (Marie dite de Sicile) lánya kezével a Kendal grófi címet nyerte el 1446-ban. Közben pártfogója, a de la Pole család feje, Margit nagybátyja, de la Pole Vilmos (1396–1450) a királyi családnak tett szolgálataiért a Suffolk hercege címet kapta 1448-ban, de ellenfelei elérték, hogy államellenes összeesküvés vádjával letartóztassák, és kivégezzék 1450-ben. Sorsa unokahúga családjára is kihatott, hiszen sohasem került parlamenti megerősítésre az ő grófi címük, és hivatalosan nem foglalhatta el helyét Foix János mint Kendali János az angol parlament felsőházában sem. VI. Henrik 1461-es angliai trónfosztása után pedig a „másik” francia király, XI. Lajos (1423–1483) szolgálatába állt II. Gaston János apja, és neki tett hűbéresküt 1462-ben. Ennek következtében végleg elvesztette angol alattvalói státuszát és címeit, de ő továbbra is használta a Kendal grófja címet, most már francia helyesírással Candale formában, és továbbörökítette azt utódaira, így fiára, II. Gaston Jánosra, akik a Candale-i ágat képviselték a Foix-Grailly-házon belül.
II. Gaston János első felesége, Foix Katalin navarrai királyi hercegnő (infánsnő) (1460 után–1494 előtt), akivel másodfokú unokatestvérek voltak, I. Eleonóra navarrai királynőnek és IV. Gastonnak, Foix grófjának volt a lánya. A házassági szerződést 1479. június 5-én kötötték meg, de eredetileg Katalin nővére, Foix Margit navarrai infánsnő, Bretagne-i Anna francia királyné édesanyja volt a jegyese 1460. március 16-ától. Mindketten a Foix-Grailly-házból származtak, de csak a felesége, Foix Katalin volt az uralkodóház királyi ágának tagja. Az első Foix grófi ház I. Mátyás (1363–1398) foix-i grófnak – és felesége, Johanna aragón infánsnő (1375–1407) jogán 1398-ban aragón trónkövetelőnek – a gyermektelen halála után 1398-ban a nővérének, Foix Izabellának (Erzsébet; 1361–1428) Archambaud (Arquimbald) de Graillyvel, Benauges algrófjával (1430/45 körül–1412) történt házassága révén átadta helyét a Grailly-háznak, azaz a második Foix grófi háznak, ezért használják mindkét megjelölést külön-külön, vagy éppen a kettőt kombinálva az új uralkodóház megjelölésére. Az uralkodócsalád már a királyi cím megszerzése előtt is a francia főnemesség tagja volt, viszont birtokaiknak dél-franciaországi elhelyezkedése miatt az occitán nyelvterülethez is erősen kötődtek, így a családtagok mindenképpen kétnyelvűek lehettek.
1488-ban II. Gaston János VIII. Károly francia királytól elnyerte a Guyenne nagyudvarmestere címet.
1490-ben Cadillacban káptalant alapított. Foix Katalin halála után másodszor is megnősült, és III. János navarrai király húgát, Albret Izabellát vette feleségül. A házassági szerződést 1494. január 30-án kötötték meg 18 nappal a navarrai királyi pár, I. Katalin és III. János január 12-ei pamplonai koronázása után. II. Gaston János I. Katalin édesapjának, Gaston vianai hercegnek volt a másodfokú unokatestvére, most pedig III. János sógora is lett ezzel a házassággal.
1500-ban halt meg, de a halála pontos dátuma nem ismert, csak a végrendeletének időpontja, mely 1500. március 25-én történt. Bordeaux-ban  az Ágoston-rendiek kolostorában van eltemetve. Halála után a legidősebb lánya, Candale-i Anna a francia udvarba került az elsőfokú unokatestvére, Bretagne-i Anna királyné pártfogása alá, aki II. Ulászló magyar és cseh királyhoz adta feleségül.

## Gyermekei
- 1. feleségétől, Foix Katalin (1460 után–1494 előtt) navarrai infánsnőtől, I. Eleonóra navarrai királynő és IV. Gaston foix-i gróf lányától, 4 gyermek:
  - Gaston (–1536), III. Gaston néven Candale grófja, felesége Márta (Mattea) (–1569), Astarac grófnője, 10 gyermek
  - Péter, le Pont ura, Langon bárója, felesége du Pont-l'Abbé Lujza (–1526), nem születtek gyermekei
  - János (1483 körül–1529), Bordeaux érseke (1501–1529)
  - Anna (1484–1506), 1502-től magyar és cseh királyné, férje II. Ulászló (1456–1516) magyar és cseh király, 2 gyermek:
    - Jagelló Anna magyar királyné (1503–1547)
    - II. Lajos magyar király (1506–1526)
- 2. feleségétől, Albret Izabellától (–1530 körül), Nagy Alainnek, Albret urának a lányától és III. János navarrai király húgától, valamint Cesare Borgia sógornőjétől, 4 gyermek:
  - Alain, Castillon algrófja, felesége Monpezat Franciska, 4 gyermek
  - Lujza (–1534), férje Melun Ferenc (–1574), Épinoy grófja, Franciaország hadsereg-főparancsnoka,[11] 1 fiú
  - Amanieu (–1559), Carcassonne püspöke
  - Margit (–1540 után), férje Garmain Lajos, Nègrepelisse ura
- II. Gaston János, Candale grófja házasságon kívül született gyermekei:
  - Gaston, a bordeaux-i Szent András templom kanonokja
  - Lukrécia
  - Péter, a bordeaux-i Szent András templom kanonokja
  - Ferenc (–1528/29), Doazit bárója, felesége Marsan Anna (1495 körül–1533 után), 5 gyermek, ő kísérte Magyarországra nővérét.